# Something Wild
Something Wild er det finske metalband Children of Bodoms debutalbum. Albummet blev udgivet via Spinefarm Records i november 1997 og blev dermed bandets første udgivelse under deres nye navn (alle hidtidige udgivelser havde været som "Inearthed").
Modsat nogle af Children of Bodoms senere album rummer Something Wild en stærkt aggressiv, primitiv, men stadig eksperimenterende musikstil, som er blevet kategoriseret som black metal. 
Ligesom det efterfølgende album blev albummet stærkt influeret af neoklassisk metal, og flere riffs var taget fra Mozarts kompositioner.
Selvom Children of Bodom senere er blevet et stort internationalt navn, solgte Something Wild ved sin udgivelse ikke specielt godt, og albummet blev først certificeret til en guldplade i Finland i 2008.
Albummet er faldet lidt i baggrunden i takt med, at Children of Bodom har etableret sig som et verdenskendt metalband, men to af sangene, "Deadnight Warrior" og "Lake Bodom", er blevet spillet på diverse turnéer.

## Produktion
Indspilningen af materialet til Something Wild blev foretaget, mens bandet stadig var kendt som "Inearthed" og var kontraktbundet med et lille, belgisk pladeselskab.
I forhold til sine efterfølgere led Something Wild under en relativt dårlig produktion. Det blev indspillet, produceret og mikset i Astia Studios af Anssi Kippo og Jaska Raatikainen. Kippo, Alexi Laiho, Raatikainen og Children of Bodom står nævnt som producere. Omvendt bidrager den ringe produktion til at give albummet en undergrundsatmosfære.
Den ringe produktion skyldes muligvis, at bandets daværende pladeselskab overhovedet ikke havde støttet bandet økonomisk, og at de dermed måtte betale alle udgifter til indspilning af deres egen lomme.
Miksingen af albummet blev, som det eneste, ikke gjort af Mikko Karmila, men i stedet af bandets daværende producer, Anssi Kippo og trommeslager Raatikainen. Raatikainen har senere udtalt: 
| Citat                                                  | Jeg ved stadig ikke hvad 'at producere' betyder, når det kommer til vores band. Dengang var jeg meget mere interesseret i albummenes lydkvalitet. Something Wild blev mikset af mig og Anssi Kippo. | Citat |
| Jaska Raatikainen om sin rolle som producer og mikser. | |       |

Fravalget af en separat, professionel mikser kan også skyldes de begrænsede økonomiske midler.
Inearthed-sangen "Talking of the Trees", fra Inearthed-demoen Shining, blev også indspillet under Something Wild-sessionerne – dog uden den oprindelige kvindelige vokal. Bandet valgte dog af uvisse grunde ikke at bruge den, og den er aldrig blevet udgivet på et album. På spørgsmålet om hvorfor den ikke blev brugt på Something Wild svarede frontmand Alexi Laiho blot "No fucking way".

## Modtagelse
Allmusic skrev om albummet at "[Something Wild] tiltrak sig megen opmærksomhed, da mange lyttere og anmeldere beundrede bandmedlemmernes tekniske evner, mens andre beskrev Children of Bodoms musik som blød og banal." Udover dette kritiserede Allmusic produktionskvaliteten og den korte spilletid, men roser at der ikke er ret meget fyldmateriale.
Metal Storm har hyldet albummet og skrevet, at det tilførte metal-genren noget helt nyt ved at "tage melodisk dødsmetal, power metal og klassisk musik og skabe et underligt sammenkog, som anmeldere overalt prøver på at definere." Anmeldelsen roser samtidig de neoklassiske leads og keyboards og bemærkede som eneste kritikpunkt, at albummet havde nogle "utroligt dumme sangtekster."
Omvendt er de neoklassiske elementer også blevet hårdt kritiseret fra andre sider.
Something Wild fik salgsmæssigt en meget begrænset succes i udlandet, hvor albummet slet ikke nåede på nogle hitlister overhovedet. Til gengæld klarede albummet sig bedre i Children of Bodoms hjemland, Finland, hvor det kom ind på hitlisten på en 35. plads i den sidste uge af 1997. Sin højeste placering nåede albummet i 1998 i uge 4, hvor det lå på en 20. plads. Det faldt dog derefter gradvist, først til en 23. plads, og et par uger senere, i uge 12, faldt det helt ud af listen.
Albummet er med sine 20.000 solgte eksemplarer i Finland det dårligst sælgende Children of Bodom-album til dato.

## Musikalsk stil
Andenguitarist Alexander Kuoppala har, i et interview om bandets senere album Follow the Reaper, blandt andet udtalt:
| Citat                                          | Det første album var et meget meget primitivt album - aggressivt - ikke særlig klart. | Citat |
| Alexander Kuoppala om musikstilen på albummet. |                                                                                       |       |

Han fortsatte i øvrigt interviewet med at beskrive Hatebreeder som meget klart og Follow the Reaper som en mellemting mellem stilen på Something Wild og Hatebreeder.
På trods af musikkens primitivitet viser albummet også tydelig inspiration fra neoklassisk metal (frontmand Alexi Laiho var på daværende tidspunkt stor fan af den neoklassiske metalguitarist Yngwie Malmsteen).
Den klassiske inspiration kan også høres ved, at flere passager fra klassiske værker af Bach og Mozart er blevet brugt i sangene – deriblandt Bachs Two Part Invention nr. 13 og Mozarts Symfoni nr. 25, som bruges i introerne til henholdsvis "Red Light in My Eyes, pt. 1" og "...pt. 2", samt Konfutatis-delen af Mozarts rekviem, som bliver spillet senere i pt. 2.
Den eneste sang på albummet, som har en officiel sangtekst, er "Touch Like Angel of Death". Resten fandt Laiho på under indspilningerne.
Den oprindelige udgave af albummet havde et ekstra ottende spor (efter "Touch Like Angel of Death" og den skjulte keyboardsolo), som er blevet døbt "Bruno the Pig". For de fleste lyder det som 10 sekunders stilhed, men hvis man skruer højt op for lyden, skulle man angiveligt kunne høre bandet rende fulde rundt i studiet.
Albummet er med sine blot 32 minutter det absolut korteste Children of Bodom-album overhovedet (de næstkorteste er Hate Crew Deathroll og Blooddrunk som begge er næsten 37 minutter lange). Den korte spilletid er blevet kritiseret af bl.a. Allmusic, som bemærkede at albummet "virker mere som en ep". Omvendt er albummet også blevet rost fordi der ikke er noget "filler"-materiale – ingen numre som "bare er der".

## Omslag
Omslaget til Something Wild er fra et billede lavet af den canadiske kunstner Graham French. Bandet så ved et tilfælde illustrationen i en bog og kontaktede efterfølgende French for at købe retten til at bruge den som omslag til deres debutalbum. Efterfølgende fik de French til også at designe omslaget til deres andet album, Hatebreeder, og besluttede sig for at manden med leen skulle være til stede på alle deres efterfølgende album.
Alexi Laiho har senere forklaret:
| Citat                                       | Vi ledte efter et omslag til det første album, så vi tog til det her sted hvor de havde alle disse kunstbøger med tonsvis af billeder i dem, som man kunne købe rettighederne til, så vi bladrede gennem bøgerne og vi så det første albumomslag, du ved, det røde, og vi syntes alle sammen at det var så fucking cool! [...] Det blev ikke lavet til os. [...] Så blev det tid til at finde på et billede til det næste albumomslag, og vi tænkte at vi ville blive ved manden med leen, fordi det var så cool at have noget ikke-musikalsk som altid kunne relateres til bandet, og der var han! | Citat |
| Alexi Laiho om omslaget til Something Wild. | |       |

Illustrationen har i øvrigt også været brugt til andre cd- og bogomslag, som ikke er relaterede til Children of Bodom.

## Spor
Originale numre
| 1. "Deadnight Warrior" – 4:08 Albummets første sang. Betragtes som en klassiker, som hjalp Children of Bodom til at blive kendte. Sangen blev spillet til stort set hver eneste koncert i 9 år fra 1997 til 2006, og er også blevet spillet i 2008. Introen til sangen er fra filmen Stephen King's It. Der blev, som den eneste, indspillet en musikvideo til denne sang. 2. "In the Shadows" – 3:12 Sangen som bandet har udnævnt som "den værste" (og i øvrigt også den ældste) Children of Bodom-sang, de nogensinde har indspillet." Som konsekvens er sangen heller aldrig blevet spillet live. 3. "Red Light in My Eyes, pt. 1" – 4:19 Sangens begyndelse er taget fra et af J.S. Bachs værker. 4. "Red Light in My Eyes, pt. 2" – 3:57 Sangen starter med et riff taget fra en af Mozarts symfonier, og følges øjeblikkeligt af den centrale melodi fra "Confutatis"-delen af Mozarts rekviem. Set bort fra de klassiske riffs indeholder sangen flere aggressive riffs og melodier. | 1. "Lake Bodom" – 4:54 Endnu en af bandets tidlige klassikere. Sangen indeholder et let genkendeligt intro-riff, og er blevet spillet live i 1997, 1998, 1999, 2000, 2001, 2002, 2003, 2005 og 2006. 2. "The Nail" – 3:58 Introen til sangen er taget fra A Nightmare On Elm Street, og det efterfølgende citat er fra Ben-Hur. Sangen starter derefter med et meget punket riff, og inkorporerer efterfølgende musik af J. S. Bach – en pudsig kombination, som dog betegner albummets overordnede musikstil meget godt. 3. "Touch Like Angel of Death" – 7:08 En sang "om at elske og hade en person på samme tid, og ikke vide om du skal kneppe hende eller skyde hende." ifølge Alexi Laiho. Sidst i sangen er flere minutters stilhed, fulgt af en keyboardsolo, som spiller en melodi fra Miami Vice. Keyboardet er ikke, som normalt, spillet af Janne Wirman, men i stedet af Alexi Laiho og Alexander Kuoppala som hver spillede med en hånd på keyboardet.. Indspilningen af den skjulte keyboardmelodi skulle angiveligt være sket en dag da de to sad fulde i studiet. |

Diverse bonusnumre
| - "Children of Bodom" – 5:10 En tidlig version af sangen "Children of Bodom". Dette er den samme verison, som blev udgivet som singlen Children of Bodom, men ikke den samme som den der senere blev udgivet på Hatebreeder. Udgivet på Spinefarms digipak og Toy's Factory-udgivelsen. - "Mass Hypnosis" – 4:02 En coverudgave af et Sepultura-nummer, oprindeligt udgivet i 1989 på albummet Beneath the Remains. Sangen er også udgivet på Sepultura-hyldestalbummet Sepultural Feast - A Tribute To Sepultura. Udgivet på Toy's Factory-udgivelsen. | - "Silent Scream" – 3:17 En coverudgave af et Slayer-nummer, oprindeligt udgivet i 1988 på albummet South of Heaven. Sangen blev først indstpillet i 2001, og er også tilføjet som bonusnummer på nogle udgaver af Hate Crew Deathroll. Udgivet på Nuclear Blast Deluxe Edition. - "Don't Stop at the Top" – 3:24 En coverudgave af et Scorpions-nummer. Sangen er også udgivet på Scorpions-hyldestalbummet A Tribute to the Scorpions. Den er indspillet i 2000. Udgivet på Nuclear Blast Deluxe Edition - "Deadnight Warrior (live in Tokyo)" – 3:31 En liveindspilning af "Deadnight Warrior", taget fra det senere livealbum Tokyo Warhearts. Udgivet på den sydkoreanske udgivelse. |